# Gracia Baur
Gracia Baur, sångerska, född 18 november 1982 i München, dåvarande Västtyskland. Hon döptes efter prinsessan Grace Kelly (Gracia Patricia) som hade avlidit några veckor tidigare. Gracias enäggstvilling döptes till Patricia efter prinsessan.
År 2000 deltog hon i talangjakten Popstars, men fick lämna tävlingen då hon glömde texten till sin låt. Under 2002-2003 deltog hon i den tyska upplagan av Idol där hon blev femma. Därefter släppte hon sitt första album, Intoxicated, som klättrade till plats 10 på den tyska försäljningslistan. Hon gav även ut en skiva tillsammans med tre andra Idol-deltagare under gruppnamnet 4 United.

## Eurovision Song Contest
Gracia ställde upp i den tyska uttagningen till Eurovision Song Contest 2005. I den nationella uttagningen hade bidragen utsetts baserat på tidigare försäljningsframgångar. Gracia vann med bidraget Run & Hide, skriven och producerad av David Brandes. Snart visade det sig att Brandes hade köpt tusentals av sina egna skivor för att kunna komma med i den tyska uttagningen. Trots att röster höjdes om att bidraget borde diskvalificeras åkte ändå Gracia till den internationella finalen i Kiev och framförde låten. Efter omröstningen slutade bidraget på 24:e och sista plats med endast 4 poäng (från Moldavien och Monaco). Det är en av Tysklands två sistaplaceringar i tävlingen.

## Diskografi

### Album
- Intoxicated (2003)
- Passion (2005)

### Singlar
- Never Been (2005)
- Run & Hide (2005)
- When The Last Tear's Been Dried (2005)
- Hold My Hand (Feat. Kmcp) (2014)